# Gonospira uvula
Gonospira uvula (лат.) — вид брюхоногих моллюсков рода Gonospira из семейства Streptaxidae (Orthogibbinae, Eupulmonata). Встречаются на острове Реюньон. Раковина очень мелкая, длиной около 6 мм. Включён в Красный список IUCN Red List 1996 года в статусе Вымирающие виды.

## Описание
Раковина высотой около 6 мм (диаметр 3 мм). Вид был впервые описан в 1863 году французским малакологом и геологом Gérard Paul Deshayes (1795—1875) под названием Pupa uvula Deshayes, 1863. Типовой материал обнаружен на острове Реюньон. Входит в состав рода Gonospira из подсемейства Orthogibbinae (Streptaxidae, Eupulmonata).